# Ian Peel
Ian Peel (n. 18 ianuarie 1958, Skipton-on-Swale⁠(d), Hambleton, Anglia, Regatul Unit) este un trăgător de tir ce a reprezentat Regatul Unit al Marii Britanii și al Irlandei de Nord, medaliat olimpic. A participat la 3 ediții ale Jocurilor Olimpice (1988, 2000, 2004) în care a câștigat o medalie de argint.